# Jerini
Jerini AG è un'azienda farmaceutica con sede a Berlino la cui attività principale è basata sulla scoperta, lo sviluppo e la commercializzazione di nuovi farmaci peptidici. La società opera nel settore delle malattie rare per le quali non esistono trattamenti o per le quali le opzioni terapeutiche sono limitate, settore nel quale ha sviluppato in proprio e in collaborazione con partner una pipeline di prodotti. Firazyr, il principale farmaco della società, è stato sviluppato per il trattamento dell'angioedema ereditario e sarà commercializzato in Europa a partire dal terzo trimestre 2008. Jerini ha inoltre dato avvio ad altri programmi di sviluppo in diverse aree terapeutiche ed in particolare in oftalmologia, oncologia e nel campo delle infiammazioni. Il 3 luglio 2008 Jerini e Shire Limited hanno annunciato una partnership strategica che prevede l'acquisizione di Jerini da parte di Shire al prezzo di Euro 6,25 per azione. Il management prevede che l'acquisizione  sarà completata entro l'autunno 2008.

## Pipeline

### Icatibant nel trattamento dell'angioedema ereditario (HAE)
L'icatibant offre una nuova possibilità di trattamento per i pazienti affetti da HAE. Questi pazienti soffrono di attacchi acuti, che vengono provocati da un'aumentata concentrazione di bradichinina e che causano la comparsa di gonfiori (edemi) in diverse parti del corpo. L'icatibant si lega ai recettori della bradichinina e riduce gli effetti provocati dall'aumentata concentrazione. I diritti sul principio attivo sono stati acquisiti da Aventis nel 2001. Negli USA, in Europa e in altri Paesi, sono terminati gli studi di fase III sul trattamento dell'HAE per via sottocutanea e il 21 settembre 2006 Jerini ha annunciato i risultati positivi di questi studi multicentrici. Nel corso del 2007 l'azienda ha sottoposto, presso la Food and Drug Administration (FDA) e l'Agenzia europea per i medicinali (EMEA), la documentazione necessaria per l'approvazione del nuovo farmaco.
Jerini ha ottenuto per l'icatibant per l'indicazione HAE la „qualifica di farmaco orfano“ sia negli USA (da parte delle autorità sanitarie, FDA), sia in Europa (da parte dell'EMEA). In base alle normative vigenti questo assicura, nel caso di approvazione del farmaco, i diritti di commercializzazione in esclusiva per sette e per dieci anni, rispettivamente. Inoltre, la FDA ha riconosciuto all'icatibant lo status di „approvazione accelerata“ per l'indicazione HAE. Questo status consente a Jerini di accelerare il programma di sviluppo e di approvazione a stretto contatto con le autorità competenti. Il 15 luglio 2008 Jerini ha ricevuto dall'EMEA) l'approvazione alla commercializzazione dell'icatibant. Il farmaco con principio attivo icatibant sarà commercializzato con il nome Firazyr e rappresenta l'unica terapia disponibile nei 27 paesi membri dell'Unione europea per il trattamento di attacchi acuti di angioedema ereditario (HAE).

#### Angioedema ereditario (HAE)
La forma ereditaria dell’angioedema, HAE è una malattia genetica rara dolorosa, che può diventare pericolosa per la vita e che, secondo le stime, si manifesta negli USA e in Europa in una persona su 10.000 - 50.000. Tipica della malattia è la comparsa di gonfiori (edemi) che tendono spontaneamente a ripetersi in differenti parti del corpo, comprese le mani, i piedi, il volto, la laringe e il tratto gastrointestinale. In caso di attacchi alle mani, ai piedi e al volto, la qualità di vita può essere fortemente compromessa da gonfiori deturpanti; gli attacchi a carico dell'apparato gastrointestinale sono caratterizzati da dolore particolarmente intenso, causato dal rigonfiarsi della parete intestinale. Gli attacchi a carico della laringe sono pericolosi per la vita, poiché possono indurre la morte per soffocamento. I pazienti con HAE subiscono in media anche fino a 12 attacchi in un anno, ciascuno dei quali dura, se non trattato, da due a cinque giorni. Attualmente, negli USA non esiste alcun trattamento adeguato per l'HAE, e in alcuni Paesi europei è disponibile un prodotto a base di plasma sanguigno che deve essere somministrato per via endovenosa.

#### L'icatibant per altre indicazioni
L'aumentata concentrazione di bradichinina svolge un ruolo importante anche in altre malattie. Per l'indicazione ascite refrattaria nella cirrosi epatica (ARCE), Jerini ha concluso gli studi clinici di fase IIa. Sulla base di questi risultati e della fisiopatologia della bradichinina, l'azienda e il suo partner statunitense Kos hanno deciso di non seguire più attualmente lo sviluppo dell'icatibant per l'indicazione ARCE e di valutare una popolazione più specifica di pazienti con ascite, per la possibile conduzione di uno studio clinico. Il principio attivo viene attualmente valutato anche per l'indicazione asma. Inoltre, l'icatibant ha anche ottenuto la qualifica di farmaco orfano per il trattamento dei pazienti ustionati con edemi gravi, che devono essere trattati in regime di ricovero ospedaliero. Questo programma si trova, attualmente, nell'ultima fase di sviluppo preclinico.

### Programmi di sviluppo e prodotti
L'azienda lavora a diversi programmi di ricerca preclinica nei campi oculistica, oncologia e infiammazioni. Il principio attivo di Jerini JSM 6427 sarà sperimentato per l'indicazione degenerazione maculare senile (DMS) nel primo trimestre del 2007, nel corso di studi clinici di fase I. In modelli preclinici, il principio attivo di Jerini JSM 6427 ha dimostrato una significativa efficacia. La DMS è una delle cause più frequenti di cecità senile nei pazienti con età superiore ai 55 anni nei Paesi industrializzati.

## Piattaforma tecnologica di Jerini
La piattaforma tecnologica dell'azienda Jerini Peptides-to-Drugs (P2D) consente l'identificazione di molecole precorritrici peptidiche e la loro trasformazione sistematica in peptidomimetici (iniettabili) o in principi attivi a basso peso molecolare (medicamenti somministrabili per via orale). Così, Jerini può sviluppare nuovi candidati farmaci contro tali malattie, che con i metodi tradizionali di ricerca farmacologica sono difficilmente raggiungibili. Grazie alla possibilità di produrre sia peptidomimetici, sia principi attivi a basso peso molecolare come candidati farmaci, è possibile sviluppare contemporaneamente principi attivi per i trattamenti acuti e cronici contro la stessa molecola bersaglio (target). Questo viene molto apprezzato dai partner di Jerini e consente di seguire i modelli di collaborazione più diversi.

## Collaborazioni
L'attività di Jerini si focalizza sulla ricerca e sullo sviluppo di farmaci propri. Ma l'azienda collabora anche con altre case farmaceutiche, allo scopo di continuare a validare la propria tecnologia P2D e, in futuro, di trarre beneficio dai prodotti realizzati in comune. Nel novembre 2005, Jerini e Kos Pharmaceuticals, Inc., USA hanno stretto un accordo di collaborazione in esclusiva, per lo sviluppo, la commercializzazione e la distribuzione di icatibant negli USA e in Canada. Jerini collabora nel campo della ricerca e dello sviluppo con Baxter AG e con Alcon Research Ltd.
Attuali partner 
- Alcon Research Ltd.
- Baxter AG
- Abbott
- sanofi-aventis

## Pietre miliari
- Primi risultati degli studi di fase III su icatibant nel trattamento dell'HAE:  T3 2006
- Domanda di approvazione alla commercializzazione di icatibant nel trattamento dell'HAE: T4 2006
- Inizio degli studi di fase I per il trattamento della degenerazione maculare senile: T1 2007
- Inizio degli studi di fase IIa per il trattamento degli angioedemi, provocati da farmaci: T4 2006/T1 2007
- Approvazione alla commercializzazione dell'icatibant da parte dell'EMEA per il trattamento di attacchi acuti di angioedema ereditario (HAE): T3 2008

## Storia dell'azienda
Jerini ha iniziato la sua attività commerciale nel 1994.
Aziende affiliate del gruppo sono JPT Peptide Technologies GmbH e Jerini US, Inc.
Jerini è quotata al Prime Standard della borsa di Francoforte (JI4) ed ha acquisito un finanziamento complessivo di oltre 130 milioni, composto da risorse pubbliche e private.
Composizione del consiglio di amministrazione:
- Jens Schneider-Mergener, presidente
- Adi Hoess, responsabile sviluppo commerciale
- Jochen Knolle,  responsabile ricerca e sviluppo
- Berndt Modig,  responsabile finanze